# Szerzawy (województwo kujawsko-pomorskie)
Szerzawy – wieś w Polsce położona w województwie kujawsko-pomorskim, w powiecie mogileńskim, w gminie Mogilno.

## Podział administracyjny
W latach 1975–1998 miejscowość położona była w województwie bydgoskim.

## Demografia
Według Narodowego Spisu Powszechnego (III 2011 r.) liczyła 226 mieszkańców. Jest 24. co do wielkości miejscowością gminy Mogilno.